# 磁鼓存储器

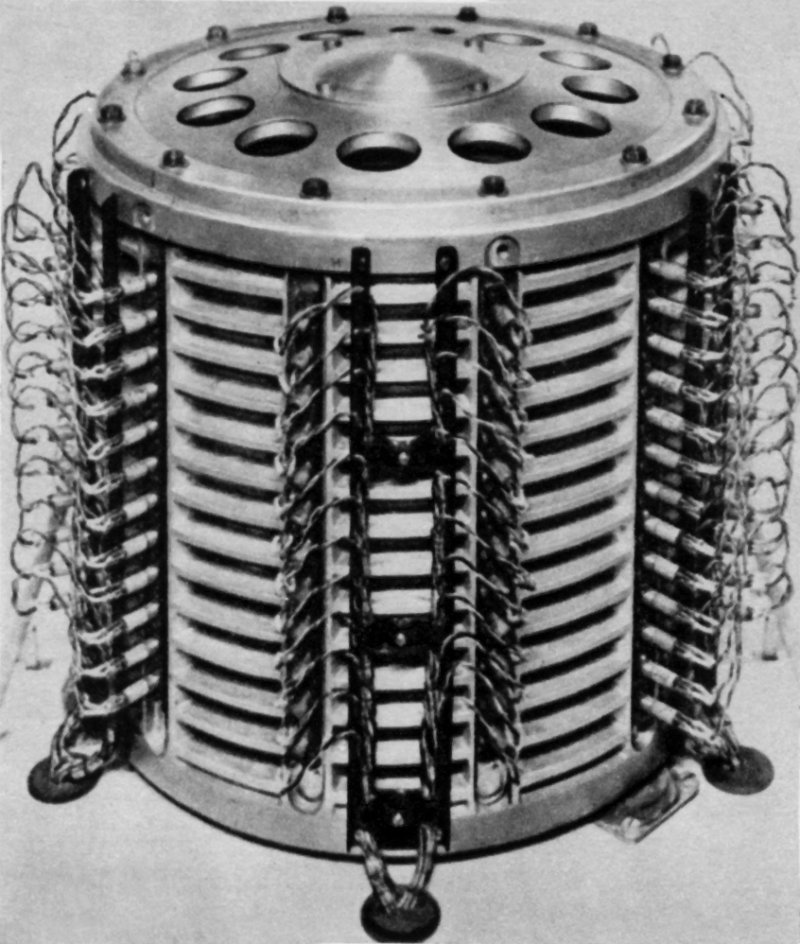

磁鼓記憶體（英語：Drum memory）是一种依靠磁介质的資料儲存裝置，為20世纪50年代和60年代计算机所用記憶體的早期形式，由Gustav Tauschek于1932年在奥地利发明。磁鼓为这套机制的主要工作储存單元，透過穿孔纸带或者打孔卡加载、取出資料。当时许多计算机采用了这种磁鼓記憶體，以至于它们常常被叫做“鼓机”（drum machines）。不过不久之后，磁芯記憶體等其他技术取代了磁鼓器成为了主要的儲存媒体，直到最后半导体記憶體进入了儲存媒体的领域。